# Kim So-hyun
Kim So-hyun (en hangul, 김소현; Australia, 4 de junio de 1999) es una actriz, modelo y presentadora surcoreana conocida por sus interpretaciones en Who Are You: School 2015, Page Turner, Moon Embracing the Sun, The Emperor: Owner of the Mask, The Last Princess, Pure Love, Love Alarm, The Tale of Nokdu y River Where the Moon Rises.
Ha sido apodada por los medios surcoreanos como la «Hermana pequeña de la nación» y también como la «reina de las actrices infantiles», habiendo ganado experiencia trabajando como actriz desde la infancia hasta la actualidad. Se ha establecido como una de las principales estrellas de la Ola coreana.

## Vida personal
Nació el 4 de junio de 1999 en Australia y tiene un hermano menor. Se mudó a Corea del Sur en 2003, cuando tenía cuatro años. Su padre murió cuando ella tenía nueve años.
Se transfirió a Hoe-ryong Elementary School de la Provincia de Gyeonggi a Towol Elementary School y se graduó en febrero de 2012. En 2016, según The Straits Times, Kim reveló en una entrevista por correo electrónico con el periódico por qué eligió la educación en el hogar en lugar de inscribirse en la escuela secundaria. Ella dijo que mientras manejaba su carrera como actriz, apenas tuvo tiempo para estudiar (lo que la hizo tener que tomar sus exámenes sin estar preparada) y se perdió de actividades con sus compañeros de clase, y esto ocurrió de manera similar cuando asistía a la primaria. Kim eligió estudiar en su hogar porque no quería renunciar a su educación y carrera. Con esta decisión, Kim sintió que le permitiría dedicar más tiempo tanto a filmar como a estudiar.

## Carrera
El 18 de enero de 2021 firmó contrato con la agencia Culture Depot. Previamente formó parte de las agencias E&T Story Entertainment (2017-2021) y de SidusHQ (2010-2017).
En 2006 debutó como actriz infantil interpretando un papel secundario en el especial de Drama City «Ten Minute Minor». Luego, aumentó diligentemente sus apariciones en A Happy Woman (2007), Que Sera Sera (2007), Hometown of Legends (2008), My Name Is Pity (2008), Wife and Woman (2009) y Ja Myung Go (2009).
En 2010 realizó su debut en la pantalla grande en Man of Vendetta donde interpretó a Joo Hye-rin, la hija de un pastor muy respetado que es secuestrada. Kim fue elegida a través de una competencia.  También formó parte del elenco de Becoming a Billionaire y Pan, amor y sueños.
Kim continuó interpretando a las contrapartes infantiles de las protagonistas femeninas en series de televisión como The Thorn Birds (2011), The Duo (2011), Sin of a Family (2011) y Padam Padam (2011-12). Luego protagonizó una película de comedia familiar Spy Papa, la cual se centró en la relación entre padres e hijos durante las relaciones intercoreanas en 1974.
Ese mismo año apareció en la serie King of Baking, Kim Takgu donde dio vida a Gu Ja-rim de joven, un miembro de la familia Gu. 
En enero de 2012, se unió a la serie Moon Embracing the Sun donde dio vida a Yoon Bo-kyung de joven, papel interpretado por la actriz Kim Min-seo de adulta. 
En noviembre del mismo año, se unió al elenco de la serie Missing You donde dio vida a Lee Soo-Yeon de joven.
En marzo del mismo año se unió al elenco recurrente de la serie Rooftop Prince donde interpretó a la ambiciosa Hong Se-na, así como a la Princesa Hwa-yong de joven. Papel interpretado por la actriz Jeong Yu-mi de adulta. 
En 2013, apareció como personaje recurrente en la serie Iris II: New Generation donde interpretó a Ji Soo-yeon de joven, papel interpretado por la actriz Lee Da-hae de adulta. 
El 23 de septiembre del mismo año, se unió al elenco de la serie The Suspicious Housekeeper donde interpretó a Eun Han-gyul, la hija mayor de la familia Eun. 
En mayo de 2014, se unió a la serie Triangle donde interpretó a Hwang Shin-hye de joven, papel interpretado por la actriz Oh Yeon-soo de adulta. 
En agosto del mismo año se unió al elenco principal de la serie Reset donde interpretó a la joven estudiante Jo Eun-bi, quien tiene un gran parecido a Choi Seung-hee, una mujer que es asesinada 15 años atrás.
En abril de 2015 se unió al elenco principal de la serie Who Are You: School 2015 donde interpretó a las gemelas idénticas Lee Eun-bi y Go Eun-byul, hasta el final de la serie en junio del mismo año.
En marzo de 2016 se unió al elenco de la serie de tres episodios Page Turner donde interpretó a Yoon Yoo-seul, una joven prodigio del piano que pierde la vista luego de estar en un accidente automovilístico. 
El 11 de junio del mismo año se unió al elenco principal de la serie Let's Fight, Ghost donde dio vida a Kim Hyun-ji, una joven que luego de tener un accidente se convierte en un espíritu, hasta el final de la serie el 20 de agosto del mismo año.
Ese mismo año se unió al elenco recurrente de la popular serie surcoreana Goblin (también conocida como "Guardian: The Lonely and Great God") donde dio vida a la Reina Kim Sun, de Goryeo. También se unió a la película Pure Love donde interpretó a la joven Jung Soo-ok.
En agosto del mismo año apareció en la película The Last Princess donde dio vida a la Princesa Deokhye de adolescente, quien intenta huir de japón y regresar a su hogar en Corea con la ayuda de su amigo de la infancia Kim Jang-han (Yeo Hoe-hyun). Papel interpretado por la actriz Son Ye-jin de adulta.
El 10 de mayo de 2017 se unió al elenco principal de la serie The Emperor: Owner of the Mask donde interpretó a Han Ga-eun, una joven que se enamora del Príncipe Heredero Lee Sun (Yoo Seung-ho), hasta el final de la serie el 13 de junio del mismo año. Ese mismo año prestó su voz para el doblaje en coreano del personaje de Mitsuha Miyamizu de la película animada Your Name.
El 28 de septiembre del mismo año se unió al elenco especial de la serie While You Were Sleeping donde dio vida a Park So-yoon, una joven pianista que sufre del abuso de su padre y la novia de Jung Seung-won (Shin Jae-ha).
El 29 de enero de 2018 se unió al elenco principal de la serie Radio Romance donde dio vida a la escritora Song Geu-rim, quien pronto se enamora del actor Ji Soo-ho (Yoon Doo-joon), a quien conoce desde que era pequeña, hasta el final de la serie el 20 de marzo del mismo año.
El 22 de agosto de 2019 se unió al elenco principal de la popular serie Love Alarm (también conocida como "Rings On Love" o "Alarm for Your Crush") donde interpretó a la estudiante Kim Jo-jo, hasta el final de la serie el 12 de marzo de 2021. La serie fue transmitida por Netflix y está basada en el webtoon del mismo nombre.

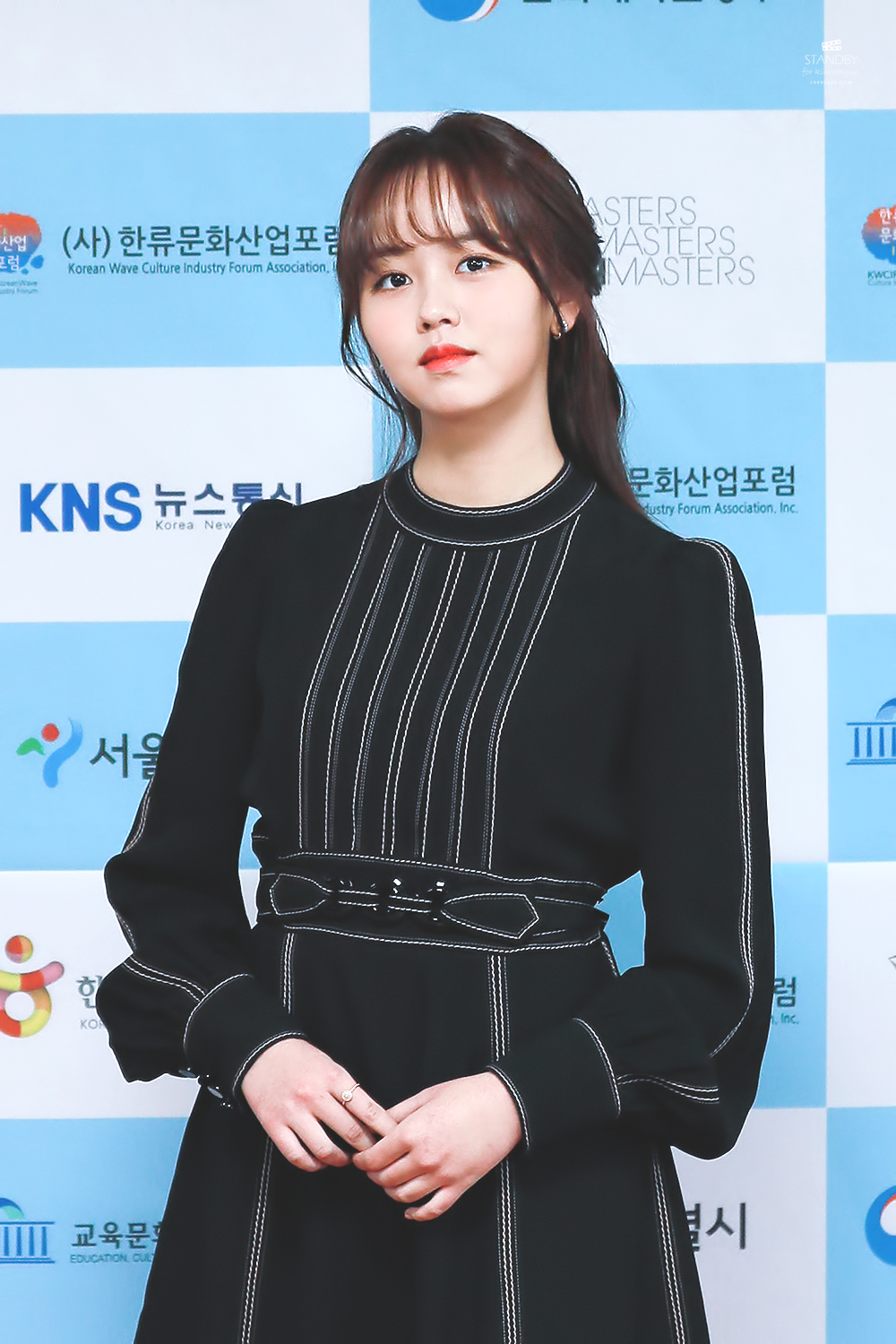
Kim en diciembre del 2017.

El 30 de septiembre del mismo año se unió al elenco principal del popular drama The Tale of Nokdu (también conocida como "Mung Bean Chronicle"), donde dio vida a Dong Dong-joo, una cortesana en entrenamiento que busca vengar la muerte de sus padres y en el proceso termina enamorándose de Jeon Nok-du (Jang Dong-yoon), hasta el final de la serie el 25 de noviembre del mismo año.
En abril de 2020 junto a las actrices Kim Ye-won y Kang So-ra, prestaron su voz para la nueva característica de Samsung: "Samsung Bixby Celeb Voice", donde las personas pueden cambiar el tono de voz de Bixby por el de su celebridad favorita.
En enero de 2021 se convirtió en la actriz más joven en superar los 10 millones de seguidores en Instagram.
El 15 de febrero del mismo año se unió al elenco principal de la serie River Where the Moon Rises (también conocida como "The Moon Rising River") donde interpretó a la inteligente y sensata Uhm Ga-jin quien se convierte en la Princesa Pyeonggang, una joven que a pesar de haber nacido como princesa es criada como soldado, hasta el final de la serie el 20 de abril del mismo año.
Fue confirmada para ser una de las anfitrionas que presentaran este año en los premios KBS awards 2021.

## En los medios
En 2023, Kim lanzó el tráiler oficial de Leo de Thalapathy Vijay en su página de Instagram y el estreno de la película será el 18 de octubre de 2023 en los cines de Norteamérica.

## Filmografía

### Series de televisión
| Año        | Título                                             | Personaje                       | Notas                    | Ref.                 |
| ---------- | -------------------------------------------------- | ------------------------------- | ------------------------ | -------------------- |
| 2006       | Drama City - "Ten Minute, Minor"                   | -                               | -                        |                      |
| 2007       | A Happy Woman                                      | Lee Ji-yeon (de joven)          | -                        |                      |
| 2007       | Que Sera Sera                                      | Han Eun-soo (de joven)          | -                        |                      |
| 2008       | Hometown of Legends                                | Yeon-hwa                        | -                        |                      |
| 2008-09    | Wife and Woman                                     | Jo Je-ni                        | -                        |                      |
| 2009       | Ja Myung Go                                        | Myo-ri                          | Ep. 13                   |                      |
| 2010       | Birth of the Rich                                  | Lee Shin-mi (de joven)          | -                        |                      |
| 2010       | King of Baking, Kim Takgu                          | Gu Ja-rim (de joven)            | -                        |                      |
| 2011       | The Thorn Birds                                    | Seo Jung-eun (de joven)         | -                        |                      |
| 2011       | The Duo                                            | Geum-ok (de joven)              | -                        |                      |
| 2011-12    | Padam Padam... The Sound of His and Her Heartbeats | Jung Ji-na (de joven)           | -                        |                      |
| 2012       | Moon Embracing the Sun                             | Yoon Bo-kyung (de joven)        | -                        |                      |
| 2012       | Rooftop Prince                                     | Hong Se-na / Princesa Hwa-yong  | -                        |                      |
| 2012       | Love Again                                         | Jung Yoo-ri                     | -                        |                      |
| 2012       | Reckless Family                                    | Kim So-hyun                     | 9 episodios              |                      |
| 2012       | Ma Boy                                             | Jang Geu-rim                    | 3 episodios              |                      |
| 2012-13    | Missing You                                        | Lee Soo-yeon (de joven)         | -                        |                      |
| 2013       | Iris II: New Generation                            | Ji Soo-yeon (de joven)          | -                        |                      |
| 2013       | The Secret of Birth                                | Jung Yi-hyun (de joven)         |                          | [ 40 ]               |
| 2013       | I Can Hear Your Voice                              | Jang Hye-sung (de joven)        | -                        |                      |
| 2013       | The Suspicious Housekeeper                         | Eun Han-gyul                    | 20 episodios             |                      |
| 2014       | Triangle                                           | Hwang Shin-hye (de joven)       | -                        |                      |
| 2014       | Reset                                              | Choi Seung-hee / Jo Eun-bi      | 10 episodios             |                      |
| 2014       | Drama Special - "We All Cry Differently"           | Ryu Ji-hye                      | Ep. 1                    |                      |
| 2015       | The Girl Who Sees Smells                           | Choi Eun-seol                   | 3 episodios              |                      |
| 2015       | Who Are You: School 2015                           | Lee Eun-bi / Go Eun-byul        | 16 episodios             |                      |
| 2016       | Nightmare Teacher                                  | Kang Ye-rim                     | 12 episodios - serie web |                      |
| 2016       | Page Turner                                        | Yoon Yoo-seul                   | 3 episodios              |                      |
| 2016       | Let's Fight, Ghost                                 | Kim Hyun-ji                     | 16 episodios             |                      |
| 2016       | Goblin                                             | Reina Kim Sun                   | 8 episodios              |                      |
| 2017       | The Emperor: Owner of the Mask                     | Han Ga-eun                      | 40 episodios             |                      |
| 2017       | While You Were Sleeping                            | Park So-yoon                    | 7 episodios              |                      |
| 2018       | Radio Romance                                      | Song Geu-rim                    | 16 episodios             |                      |
| 2019       | The Tale of Nokdu                                  | Dong Dong-joo / Eun-seo         | 32 episodios             |                      |
| 2019, 2021 | Love Alarm                                         | Kim Jo-jo                       | 14 episodios             |                      |
| 2021       | River Where the Moon Rises                         | Princesa Pyungkang / Reina Yeon | 20 episodios             | [ 41 ] [ 42 ]        |
| 2022       | Detrás de cada estrella                            | Ella misma                      | Aparición especial       | [ 43 ]               |
| 2023       | My Lovely Liar                                     | Mok Sol-hee                     |                          | [ 44 ] [ 45 ]        |
| 2024       | Serendipity's Embrace                              | Lee Hong-joo                    | 8 episodios              | [ 46 ] [ 47 ] [ 48 ] |
| 2025       | Un chico ejemplar                                  | Ji Han-na                       |                          | [ 49 ] [ 50 ]        |

### Películas
| Año  | Título            | Personaje                   | Notas                                                                                                |
| ---- | ----------------- | --------------------------- | --- |
| 2008 | My Name Is Pity   | Jin-ha (de joven)           | corto                                                                                                |
| 2010 | Man of Vendetta   | Joo Hye-rin                 | junto a Kim Myung-min, Um Ki-joon, Park Joo-mi, Lee Byung-joon, Oh Kwang-rok y Kim Eung-soo          |
| 2011 | Sin of a Family   | Jung Myung-hee              | junto a Shin Hyun-joon, Jeon No-min, Wang Heui-ji, Lee Ki-woo, Jeong Weon-jung y Noh Young-hak       |
| 2011 | Spy Papa          | Soon-bok                    | - |
| 2012 | I Am the King     | Sol-bi                      | junto a Ju Ji-hoon, Park Yeong-gyu, Baek Yoon-sik, Byun Hee-bong, Kim Su-ro, Im Won-hee y Lee Ha-nui |
| 2013 | Killer Toon       | Seo Mi-sook (de joven)      | junto a Lee Si-young, Um Ki-joon, Hyun Woo, Moon Ga-young, Kwon Hae-hyo, Kim Do-young y Oh Kwang-rok |
| 2016 | Pure Love         | Jung Soo-ok                 | junto a Do Kyung-soo, Lee David, Joo Da-young, Yeon Joon-seok, Park Yong-woo y Park Hae-joon         |
| 2016 | The Last Princess | Princesa Deokhye (de joven) | junto a Son Ye-jin, Yeo Hoe-hyun, Park Hae-il, Baek Yoon-sik y Go Soo                                |
| 2017 | Your Name         | Mitsuha Miyamizu            | junto a Ji Chang-wook                                                                                |

### Presentadora
| Año            | Programa / Evento                               | Notas                                                                 |
| -------------- | ----------------------------------------------- | --------------------------------------------------------------------- |
| 2013-2015      | Show! Music Core                                | junto a Choi Min-ho, Noh Hong-chul y Zico                             |
| 2015           | KBS Drama Awards                                | junto a Park Bo-gum y Jun Hyun-moo                                    |
| 2015 2017      | Mnet Asian Music Awards                         | junto a Lim Ju-hwan junto a Yeo Jin-goo                               |
| 2015 2016 2017 | MelOn Music Awards                              | - junto a Kim Shin-young, Lee Yu-bi e Irene junto a Shin Bora         |
| 2016           | Dream Concert                                   | junto a Leeteuk y Hong Jong-Hyun                                      |
| 2017           | Busan One Asia Festival                         | junto a Brave Brothers                                                |
| 2017           | KBS Drama Awards                                | junto a Doojoon                                                       |
| 2018           | Golden Disk Awards                              | junto a Park Hyung-sik                                                |
| 2018           | 27th Seoul Music Awards                         | junto a Kim Heechul y Shin Dong-yup                                   |
| 2018           | 39th Blue Dragon Film Awards                    | presentadora de categoría - junto a D.O.                              |
| 2018           | Mnet Asian Music Awards (MAMA)                  | presentadora de categoría                                             |
| 2018-2019      | Under Nineteen                                  | 14 episodios                                                          |
| 2019           | 28th Seoul Music Awards                         | junto a Kim Heechul y Shin Dong-yup                                   |
| 2019           | Melon Music Awards 2019                         | presentadora de categoría                                             |
| 2020           | 34th Golden Disc Awards                         | presentadora de categoría                                             |
| 2020           | 29th Seoul Music Awards                         | presentadora de categoría - junto a Yoo Seung-ho                      |
| 2020           | You and Me, We Are the World, We Are The Future | copresentadora - junto a Cha Eun-woo - (concierto de donación global) |
| 2021           | 2021 KBS Drama Awards                           | copresentadora                                                        |

### Programas de variedades
| Año  | Programa                                                            | Notas                    |
| ---- | ------------------------------------------------------------------- | ------------------------ |
| 2016 | Cool Kiz on the Block                                               | episodio #155 - invitada |
| 2016 | Running Man                                                         | episodio #331 - invitada |
| 2018 | Because This Is My First Twenty: Kim So-hyun's YOLO SOLO California | [ 61 ] [ 62 ]            |

### Radio
| Año  | Programa                | Notas                             |
| ---- | ----------------------- | --------------------------------- |
| 2019 | Jung Eunji’s Gayo Plaza | invitada - junto a Jang Dong-yoon |

### Apariciones en videos musicales

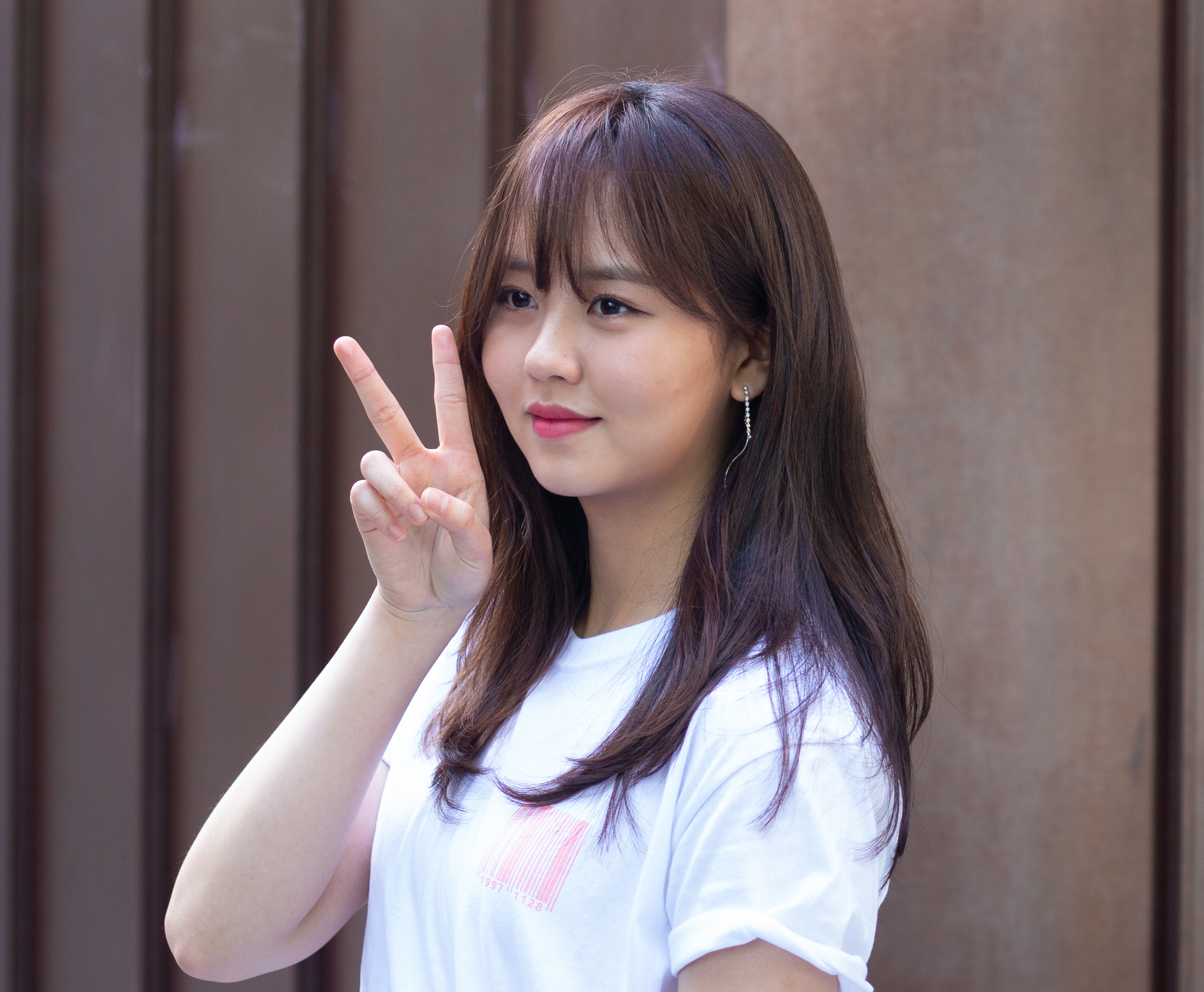
Kim So-hyun en abril del 2018.

| Año  | Artistas / Grupo | Canción               | Notas              |
| ---- | ---------------- | --------------------- | ------------------ |
| 2012 | TOUCH            | "Let's Walk Together" |                    |
| 2012 | Hi.ni            | "Legend of Tears"     |                    |
| 2013 | Boyfriend        | "I Yah"               |                    |
| 2021 | 2AM              | "Should've Known"     | junto a Lee Jun-ho |

### Teatro
| Año  | Obra                | Personaje     | Notas     |
| ---- | ------------------- | ------------- | --------- |
| 2007 | The Great Jang-geum | Dae Jang-Geum | -         |
| -    | Jewel in the Palace | -             | (musical) |

## Música
| Año  | Tema                                          | Notas                                   |
| ---- | --------------------------------------------- | --------------------------------------- |
| 2013 | First Love (첫번째 사랑을 시작해요)           | OST de "The Suspicious Housekeeper"     |
| 2014 | Reset (리셋)                                  | OST de "Reset"                          |
| 2016 | Dream (꿈)                                    | OST de "Hey Ghost, Let's Fight"         |
| 2017 | Can't You Hear My Heart (내 맘이 들리지 않니) | OST de "The Emperor: Owner of the Mask" |

2018 canción[OuiOui monligth]

## Apoyo a beneficencia
El 5 de abril del 2019, se anunció que So-hyun había realizado una donación de ₩10 millones para ayudar a apoyar a las víctimas del Sokcho Fire.
En junio del 2019 se anunció que So-hyun y sus fanes habían reunido 10 millones de Won ($8606.90 USD) para el fondo de desarrollo del centro de trauma de la Universidad de Ajou, junto con la donación monetaria también se donaron 61 paquetes de sangre.

## Embajadora y representante
En enero del 2018 el comité organizador de los Juegos Olímpicos y Paralímpicos de Invierno de 2018 - (POCOG) la eligió junto a Yoo Seung-min como representantes nacionales de "Honorary Smile", para representar la sonrisa y bondad de Corea durante los juegos.
| Año  | Organización / Evento                               | Notas                                        |
| ---- | --------------------------------------------------- | -------------------------------------------- |
| 2018 | Juegos Olímpicos y Paralímpicos de Invierno de 2018 | Representante Nacional junto a Yoo Seung-min |
| 2016 | Festive Korea Celebrity Ambassador                  | Embajadora                                   |

## Popularidad
So-hyun constantemente promociona su trabajo televisivo en Instagram. Fue galardonada con el premio «2018 Most Grown Instagram Account» con 7.1 millones de seguidores. A la edad de 21 años, Kim se convirtió en la actriz surcoreana más joven en tener más de 10 millones de seguidores en las redes sociales, junto con el actor Lee Min-ho.

## Premios y nominaciones
| Año  | Categoría                                          | Premio                              | Trabajo                              | Resultado |
| ---- | -------------------------------------------------- | ----------------------------------- | ------------------------------------ | --------- |
| 2021 | Top Excellence Award, Actress                      | KBS Drama Award                     | River Where the Moon Rises           | Ganó      |
| 2021 | Excellence Award, Actress in a Miniseries          | KBS Drama Award                     | River Where the Moon Rises           | Nominada  |
| 2021 | Best Couple Award (junto a Na In-woo)              | KBS Drama Award                     | River Where the Moon Rises           | Ganaron   |
| 2021 | Popularity Award, Actress                          | KBS Drama Award                     | River Where the Moon Rises           | Ganó      |
| 2021 | Best Actress                                       | 48th Korean Broadcasting Award      | River Where the Moon Rises           | Ganó      |
| 2021 | Popularity Award                                   | 48th Korean Broadcasting Award      | River Where the Moon Rises           | Ganó      |
| 2021 | Best Actress                                       | 57th Baeksang Arts Award            | River Where the Moon Rises           | Nominada  |
| 2020 | Actress - Trend Icon                               | Brand Customer Loyalty Award        | -                                    | Ganó      |
| 2019 | Excellence Award for Miniseries (Female)           | 33rd KBS Drama Award                | The Tale of Nokdu                    | Ganó      |
| 2019 | Best Couple Award (junto a Jang Dong-yoon)         | 33rd KBS Drama Award                | The Tale of Nokdu                    | Ganaron   |
| 2019 | Best Kiss (junto a Jang Dong-yoon)                 | 33rd KBS Drama Award                | The Tale of Nokdu                    | Ganaron   |
| 2019 | Netizen Award                                      | 33rd KBS Drama Award                | The Tale of Nokdu                    | Nominada  |
| 2018 | Best Couple Award (junto a Doojoon)                | KBS Drama Award                     | Radio Romance                        | Nominados |
| 2018 | Excellence Award (Music & Talk Show) Female        | 18th MBC Entertainment Award        | Under Nineteen                       | Ganó      |
| 2018 | Emerging Celebrity                                 | Instagram Awards in Korea           | -                                    | Ganó      |
| 2018 | Popularity Award (Actress)                         | K-Food Content Indonesia            | -                                    | Ganó      |
| 2018 | Best Couple Award (junto a Yoo Seung-ho)           | 12th Soompi Award                   | The Emperor: Owner of the Mask       | Nominados |
| 2017 | Popular Actress                                    | 44th MBC Drama Award                | The Emperor: Owner of the Mask       | Ganó      |
| 2017 | Top Excellence Award, Actress in a Miniseries      | 44th MBC Drama Award                | The Emperor: Owner of the Mask       | Nominada  |
| 2017 | Popular Culture Award                              | Korea Hallyu Award                  | The Emperor: Owner of the Mask       | Ganó      |
| 2017 | Hallyu Actors/Actresses                            | 7th Annual Hallyu Wave Award        | -                                    | Ganó      |
| 2016 | Excellence Award for Special Drama                 | KBS Drama Award                     | Page Turner                          | Nominada  |
| 2016 | Shining Actress Award                              | Multimedia & Film Technology Award  | Who Are You: School 2015             | Ganó      |
| 2015 | Best Couple (junto a Yook Sungjae)                 | 29th KBS Drama Award                | Who Are You: School 2015             | Ganaron   |
| 2015 | Netizen Award, Actress                             | 29th KBS Drama Award                | Who Are You: School 2015             | Ganó      |
| 2015 | Best New Actress                                   | 29th KBS Drama Award                | Who Are You: School 2015             | Ganó      |
| 2015 | Star of the Year                                   | 8th Korea Drama Award               | Who Are You: School 2015             | Ganó      |
| 2015 | Rising Star Award                                  | 30th Korea Best Dresser Swan Award  | -                                    | Ganó      |
| 2014 | Most Popular Award in a Variety Show               | 14th MBC Entertainment Award        | Show! Music Core                     | Ganó      |
| 2014 | Popular Actress in a Onjancuke-Act / Special Drama | 28th KBS Drama Award                | We All Cry Differently               | Ganó      |
| 2013 | Style Icon Rookie Award                            | 6th Herald-Donga TV Lifestyle Award | -                                    | Ganó      |
| 2013 | New Star Award                                     | 21st SBS Drama Award                | The Suspicious Housekeeper           | Ganó      |
| 2013 | Best Female Newcomer in a Variety Show             | 13th MBC Entertainment Award        | Show! Music Core                     | Ganó      |
| 2013 | Best Young Actress                                 | 13th Korea Youth Film Festival      | Moon Embracing the Sun y Missing You | Ganó      |
| 2012 | Best Young Actress                                 | 31st MBC Drama Award                | Moon Embracing the Sun y Missing You | Ganó      |
| 2012 | Popularity Award                                   | 31st MBC Drama Award                | Moon Embracing the Sun               | Nominada  |
| 2012 | Best Young Actress                                 | 5th Korea Drama Award               | Moon Embracing the Sun               | Nominada  |
| 2012 | Best Young Actress                                 | 1st K-Drama Star Award              | Missing You y Ma Boy                 | Ganó      |